# 太田市立西中学校
太田市立西中学校（おおたしりつ にしちゅうがっこう）は、群馬県太田市にある公立中学校。

## 所在地
- 群馬県太田市八幡町24番地1

## 歴史
- 1951年4月1日 - 太田市の中学校４校案決定し、太田中学校、鳥之郷中学校、韮川中学校を改廃統合し、 太田小学校、鳥之郷小学校通学区域を併せて西中学校創立。
- 1952年3月4日 - 校歌制定、校旗作成。
- 1958年1月 - 文部科学省より学校給食優秀校を表彰。
- 1985年3月 - 城西中新設に伴い、通学区域を同校に分離。上鳥山・中鳥山・下鳥山・新野の4地区、生徒141名転出。
- 1989年12月6日 - 文部科学省より、学校週5日制調査研究協力校に指定される。
- 1892年10月31日 - 校旗作成。

## 学区
- 三丁目〜五丁目[1]
- 西本町
- 大門仲町
- 入町
- 双葉町
- 浜町1区〜3区
- 八幡南
- 八幡北
- 八幡西
- 大島町1区、2区
- 長手町
- 鶴生田町
- 鳥山上町
- 鳥山中町
- 鳥山下町
- 三枚橋

## 学校周辺
- 群馬県立太田女子高等学校